# Gambas

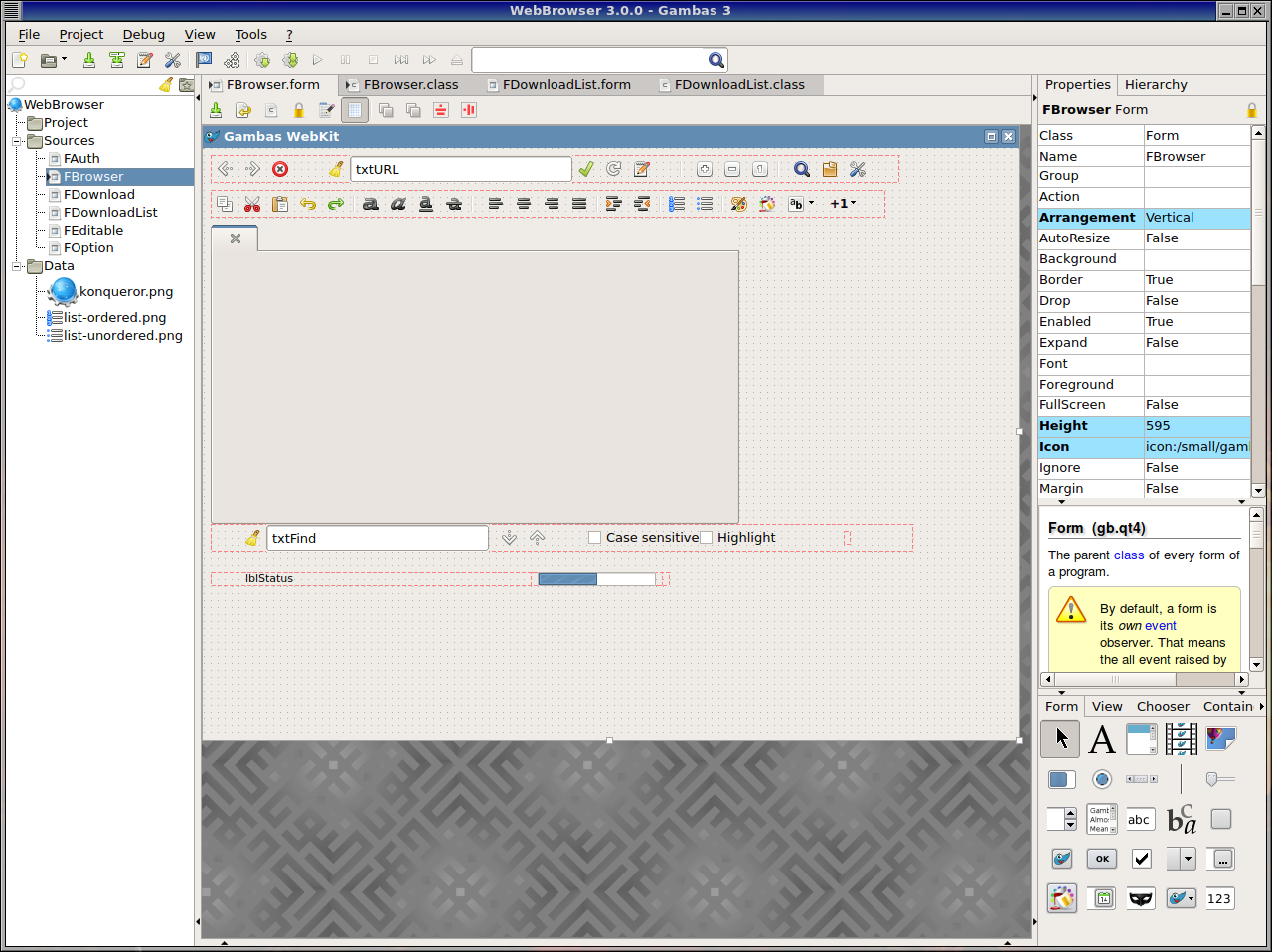
Gambas 3.0.0

Gambas jest językiem programowania zorientowanym obiektowo, bazującym na BASIC, wraz ze zintegrowanym środowiskiem programistycznym działającym pod kontrolą Linuxa lub innego systemu Unix-opodobnego. Gambas jest głównie przeznaczony dla programistów Visual Basic, którzy przenieśli się na Linuxa.

## Możliwości
Gambas pozwala na:
- korzystanie z baz danych, takich jak MySQL lub PostgreSQL.
- budowanie programów KDE w oparciu o biblioteki (Qt) lub GNOME z wykorzystaniem GTK+.
- przetłumaczenie programów z Visual Basica.
- tworzenie rozwiązań sieciowych
- tworzenie internetowych aplikacji CGI.

Gambas został zaprojektowany, aby tworzyć interfejs graficzny aplikacji z wykorzystaniem bibliotek Qt lub GTK+. IDE zostało napisane w tym właśnie programie.